# Нормальный морфизм
В теории категорий нормальный морфизм (соотв. конормальный морфизм) — это морфизм, являющийся ядром (соотв. коядром) некоторого морфизма. Нормальная категория — это категория, в которой каждый мономорфизм нормален. Соответственно, в конормальной категории каждый эпиморфизм конормален. Категория называется бинормальной, если она нормальна и конормальна одновременно.

## Примеры
В категории групп мономорфизм f из H в G нормален тогда и только тогда, когда его образ — нормальная подгруппа G. В этом и заключается причина происхождения термина «нормальный морфизм».
С другой стороны, каждый эпиморфизм в категории групп конормален (поскольку он является коядром своего ядра), поэтому эта категория конормальна.
В произвольной абелевой категории каждый мономорфизм является ядром своего коядра и каждый эпиморфизм является коядром своего ядра.
Следовательно, абелевы категории бинормальны..
Категория абелевых групп — важнейший пример абелевой категории и, в частности, каждая подгруппа абелевой группы нормальна.